# Calgary-Sud-Est (circonscription provinciale)
Circonscription électorale provinciale du Canada
Calgary-Sud-Est est une circonscription électorale provinciale de l'Alberta (Canada), située dans le sud-est de Calgary. La circonscription a existé deux fois : brièvement de 1959 à 1963, et encore une fois depuis 2012. Son député actuel est le progressiste-conservateur Rick Fraser.

## Liste des députés
| Années                       | Années         | Député       | Parti politique           |
| ---------------------------- | -------------- | ------------ | ------------------------- |
|                              | 1959 - 1963    | Arthur Dixon | Créditiste                |
| Circonscription rédistribuée |                |              |                           |
|                              | 2012 - 2015    | Rick Fraser  | Progressiste-conservateur |
|                              | 2015 - présent | Rick Fraser  | Progressiste-conservateur |